# Pinnacle@Duxton
El llamado Pinnacle @ Duxton es un edificio residencial de 50 plantas en el centro de la ciudad de Singapur, junto al distrito de negocios. El proyecto cuenta con los dos jardines elevados más grandes del mundo, con al menos 500 metros (1.600 pies) cada uno, entre los pisos 26 y 50. Las siete torres conectadas son los edificios residenciales más altos del mundo.
Único entre los proyectos de la oficina oficial Junta de Vivienda y Desarrollo (HDB), es el ganador del diseño en un concurso internacional que atrajo a más de 200 proyectos. Las residencias están designadas como tipos especiales, S1 y S2, con un total de 35 variaciones de unidad diferentes - con combinaciones diferentes de características tales como bahías extendidas, balcones, ventanales y áreas de sembradoras. Además, una galería de visualización en el piso 52 ofrece eventos especiales y visitantes del estado vip. El 8 de agosto de 2010, el Primer Ministro Lee Hsien Loong entregó su mensaje anual del Día Nacional de la galería. Debido a la popularidad de los jardines del cielo como un alto lugar de visualización para los fuegos artificiales del Día Nacional el 9 de agosto, la entrada para el día puede ser votada públicamente.
Pinnacle @ Duxton recibió el premio al Mejor Edificio Alto (Asia y Australasia) en 2010 por el Consejo de Edificios Altos y Hábitat Urbano, así como los premios Globales a la Excelencia del Instituto de Tierras Urbanas en 2011. La construcción ha sido estudiada en numerosos documentales locales y extranjeros.

## Historia
Duxton Plain es un lugar muy significativo en la historia de Singapur. Los dos primeros edificios HDB de diez plantas, en el área de Tanjong Pagar, están entre los más antiguos construidos por el HDB en el país. La reurbanización de la llanura de Duxton fue iniciada por el Primer Ministro fundador de Singapur, el exministro y miembro del parlamento durante 60 años, Lee Kuan Yew, en agosto de 2001, para conmemorar el significado histórico de los bloques anteriores.

## Diseño
La Autoridad de Reurbanización Urbana organizó un concurso internacional de diseño arquitectónico en nombre del Ministerio de Desarrollo Nacional entre el 8 de agosto de 2001 y el 21 de septiembre de 2001.
Para participar en la competición se requerían las siguientes características:
Alojamiento del Club Comunitario adyacente, construido por la Asociación Popular en 1960 como parte del primer lote de centros comunitarios, para formar parte de la comunidad de vivienda.
Estrategias de paisajismo que extendieron a la perfección el adyacente Duxton Plain Park horizontal y verticalmente en el desarrollo mediante la incorporación de azoteas y jardines de cielo de alto nivel.
Aprobación ambiental y capacidad para crear un fuerte sentido de propiedad. Los árboles maduros alrededor del perímetro del sitio, y los árboles de jambu ayer y nuez moscada plantados por MM Lee en noviembre de 1984 y 1989, también debían ser retenidos e integrados en las áreas ajardinadas.
Reposición de placas conmemorativas de la colocación de la primera piedra el 15 de marzo de 1963 y la ceremonia de apertura el 10 de abril de 1964 por el entonces primer ministro Lee Kuan Yew.
Como una forma de vivienda subvencionada, las propuestas tenían que ser rentables.
Para maximizar la innovación, el diseño breve y los requisitos técnicos se mantuvieron al mínimo, principalmente con los requisitos obligatorios especificados.
Diseño ganador
La competencia fue muy disputada con 202 entradas presentadas por las agencias de diseño de todo el mundo.
Fue ganada por dos empresas de arquitectura de Singapur, ARC Studio Architecture + Urbanism, en colaboración con RSP Arquitectos Planificadores e Ingenieros (Pte) Ltd. Los arquitectos ganadores llamaron a su diseño "casas cielo, volando verde" con el objetivo de dar a los residentes simple y Soluciones elegantes de materiales necesariamente de bajo costo. El diseño (que difería de lo que realmente se construyó) consistía en siete bloques de torre de 48 pisos dispuestos en forma de un gancho en un sitio de 2,5 ha y unidos por skybridges en los pisos 26 y 50.
El HDB expresó su preocupación por varias características del diseño original:
Boulevares de árboles a lo largo de sus skybridges (miedo de caer ramas).
Paneles de vidrio en lugar de barandas de acero para vistas sin obstáculos (algunas personas pueden desmayarse).
Puentes de acceso público que enlazan sus siete bloques de torre (amenazas de seguridad a los residentes).
En algún momento, algunas características fueron modificadas. Cabe destacar que una sala adicional de observación elevada y eventos se añadió en el piso 52 en la torre 1C, probablemente con el propósito de atender a los VIPs visitantes.
HDB estableció normas estrictas para la construcción, el diseño y los acabados necesarios para que la oferta derivara hacia los estándares de viviendas privadas. Las unidades en The Pinnacle @ Duxton también estaban más completamente amuebladas que el proyecto promedio de HDB. El diseño excedió los estándares de los condominios privados tanto que causó preocupación entre los reveladores privados con respecto a su futuro si la cubierta pública fue desarrollada de una manera similar. La HDB tuvo que asegurarles que este proyecto era un desarrollo residencial especial. El Pinnacle @ Duxton recibió mucha publicidad en los medios de comunicación cuando se lanzó
. El HDB tuvo que asegurarles que este proyecto era un desarrollo residencial especial y único. El Pinnacle@duxton recibido mucha publicidad en los medios de comunicación cuándo  esté lanzado en mayo de 2004.

## Lanzamiento de ventas
El showflat estuvo lanzado el 29 de mayo de 2004 cuándo HDB liberó 528 unidades debajo fase 1 de su Complexión-A-sistema de Orden. Las unidades deprisa devenían oversubscribed con el HDB recibiendo más de cien consultas por telefóno y correo electrónico incluso antes de las ventas empezaron. Originalmente puesto para ser lanzado en fases, el HDB posteriormente decididos para liberar todas las unidades para venta debido a respuesta agobiante.
El Pinnacle@duxton el proyecto aguanta el registro para el precio mediano más alto de pisos nuevos adquirió directamente de HDB, así como la mayoría de unidad cara ofrecido y adquirido en $646,000.
El clave entregando encima la ceremonia estuvo agarrada 13 de diciembre de 2009, marcando la conclusión del proyecto.

### Características
Todo siete edificios están enlazados en el 26.º y 50.os pisos por skybridges formando un jogging pista y jardín de cielo, una característica que es único para alojamiento público en Singapur. Otras instalaciones incluyen un centro alimentario, daycare centro, parque automovilístico subterráneo y otros deportes e instalaciones recreativas.
Los compradores son capaces de escoger el diseño de su piso de combinaciones de balcones, planter cajas y/o ventanas de bahía. También, las paredes concretas ligeras internas puede ser fácilmente sacado y reconfigured por dueños.
Fuego nuevo-controles de seguridad eran también dibujados arriba por la Protección civil de Singapur Fuerza cuál implicó el uso de ascensores durante cualquier evacuación. El Pinnacle@duxton es el primer desarrollo para ser afectado por estos controles. Pisos de refugiado y especiales firefighting los puntos eran también proporcionados para bajo el código nuevo.

## Galería

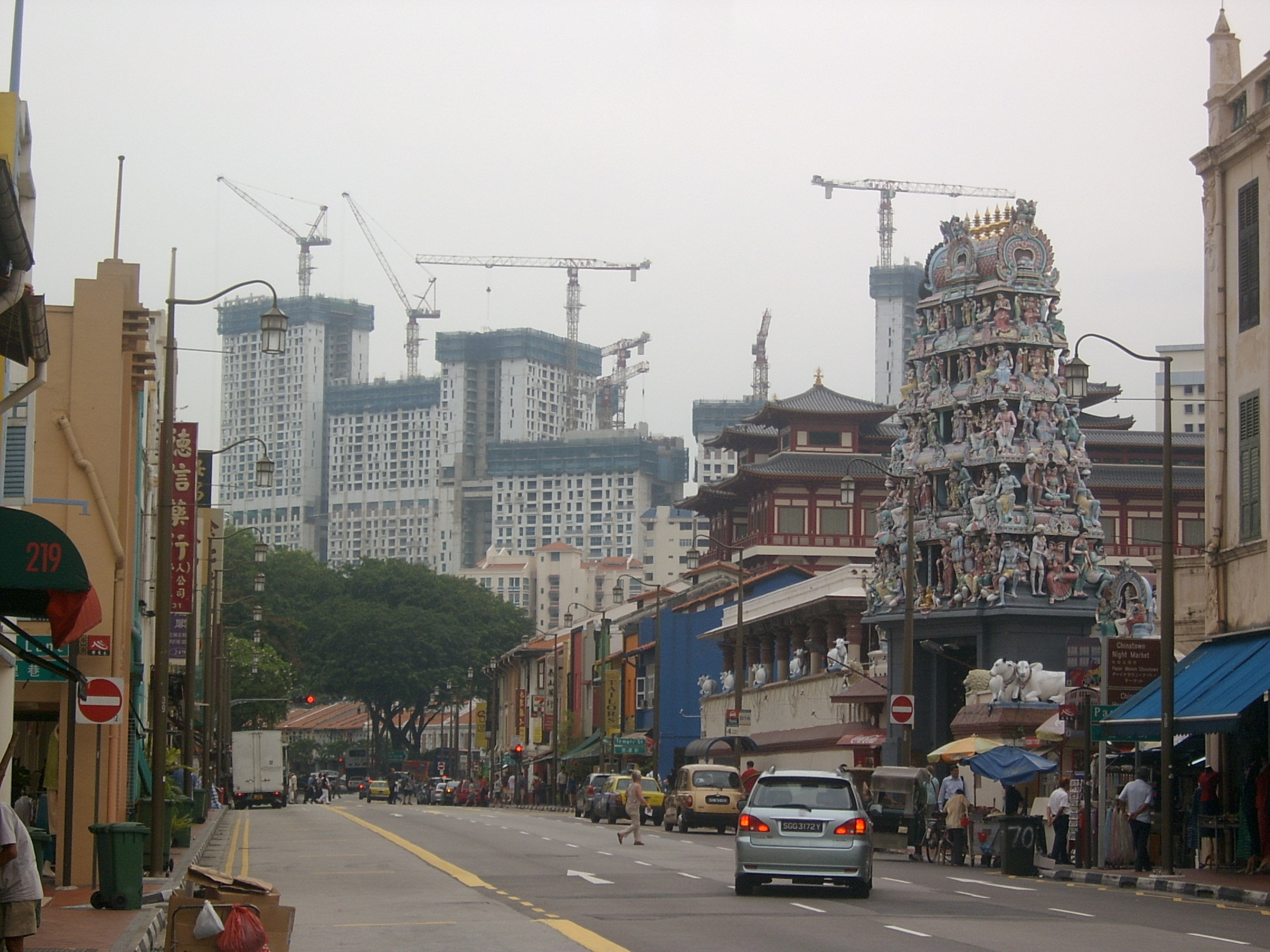
Vista general del complejo.
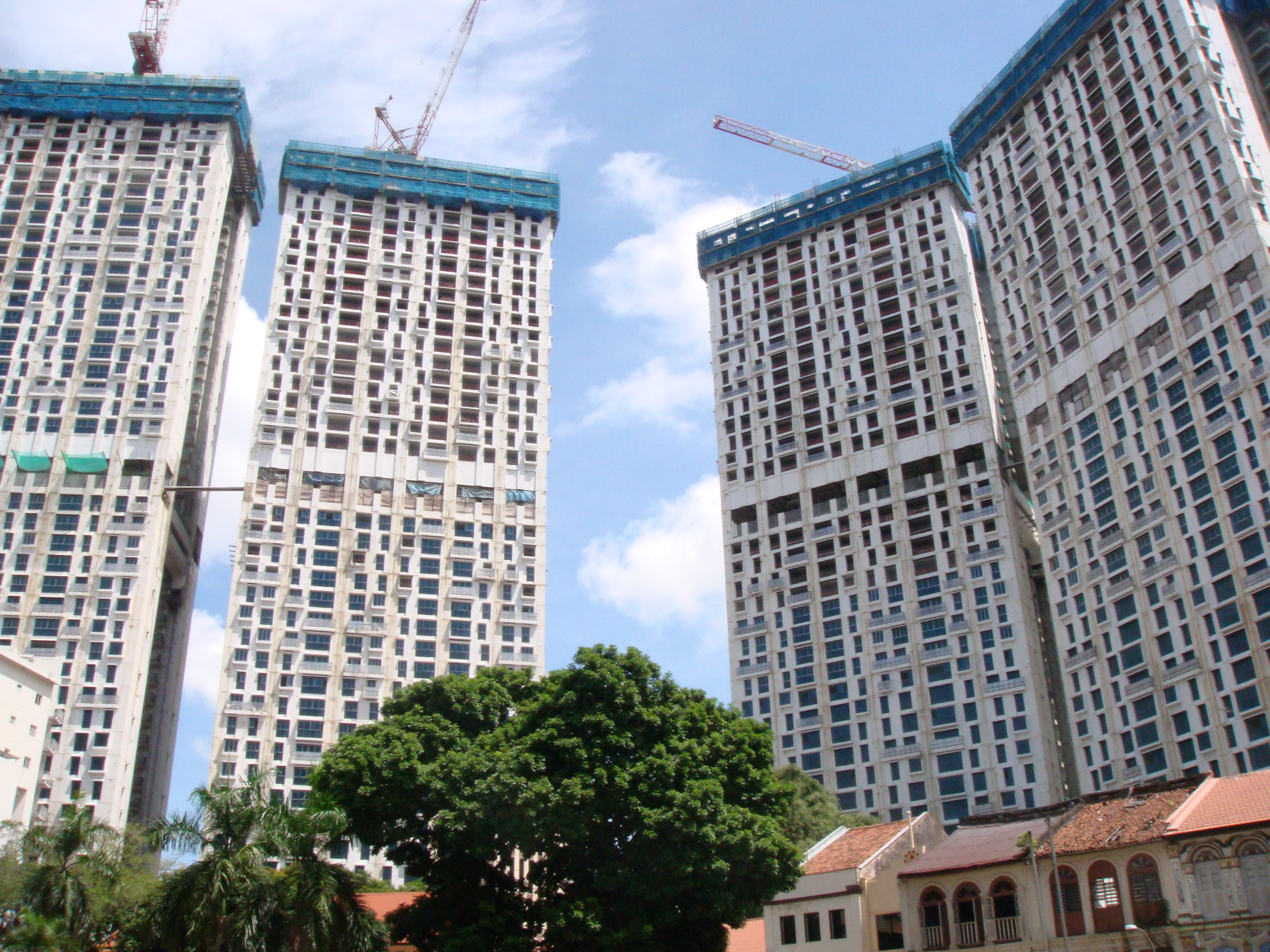
Progreso de la construcción de las torres en el complejo Pinnacle @ Duxton.